# Doctorat en sciences
 (janvier 2024).
Le doctorat ès sciences ou doctorat en science (Dr sc.) est un grade universitaire.

## Aux États-Unis
Aux États-Unis, le doctorat en science (doctorate of science) a été conféré pour la première fois par l'université Harvard. Le doctorat en science est délivré à l'issue d'un travail de recherche de haut niveau principalement dans les domaines scientifiques, techniques et médicaux.
Bien que plus rare que le doctorat en philosophie, le doctorat en science est conféré depuis longtemps par les institutions suivantes : université Harvard, université Johns-Hopkins, Massachusetts Institute of Technology, université Tulane, université Washington de Saint-Louis, université George-Washington, université de Boston, et Queens University of Charlotte (en).

## En France
En France, le doctorat ès sciences est le plus ancien doctorat scientifique. Il a été créé en 1808 et sa réglementation spécifique a évolué avec la réforme de 1974, qui a unifié les doctorats des différentes disciplines (doctorat ès sciences, doctorat ès lettres et sciences humaines, doctorat en droit, doctorat ès sciences économiques, doctorat ès sciences politiques) au sein d'un unique doctorat d'État, et ne doit pas être confondu avec le doctorat d'université mention sciences créé à la fin du XIXe siècle, le diplôme de docteur-ingénieur ou le doctorat de spécialité (troisième cycle) puis le diplôme national de doctorat institué en 1984. Seul le doctorat d’État ou l'habilitation à diriger des recherches (HDR), créée en 1984 pour le remplacer, est exigé pour être professeur des universités. Une équivalence a été promulguée en 1988 entre les deux diplômes, un titulaire de doctorat d'État étant habilité de plein droit. Le diplôme national de doctorat ne permet pas d'être professeur des universités si l'on n'est pas aussi titulaire de l'HDR.
À titre d'exemple, le doctorat de 1984 dans le domaine des sciences économiques en France qu'on appelait à l'époque le doctorat de Nouveau régime (de 1984 par rapport à l'ancien doctorat de 3e cycle), obligeait les doctorants en sciences économiques à faire des travaux statistiques ou économétriques dans leur thèse (du moins pour les sujets de thèses qui pouvaient s'y rapporter). Le sujet de thèse était aussi imposé par le directeur de recherche assez souvent. Toutefois, les débouchés de diplôme de doctorat en sciences économiques pour les universités en France restent à discuter, ceci par rapport à la concurrence des grandes écoles qui elles-mêmes délivrent des titres de docteur en France en plus des autres diplômes.[Quoi ?]

## En Suisse
En Suisse le titre de docteur ès sciences (dr ès sc.) est délivré par l'ensemble des universités suisses. Ce titre est équivalent à PhD. 

## Pays du Commonwealth et Irlande
Dans les pays du Commonwealth et en Irlande, le doctorat ès sciences (DSc) est un doctorat de plus haut niveau que le PhD. Il est décerné à des chercheurs confirmés sur la base de l'ensemble de leurs travaux et publications.

## Ex-Union soviétique
Dans les États post-soviétiques, le doctorat ès sciences (grade de doktor naouk) est également un diplôme de plus haut niveau que le PhD anglo-saxon ou le doctorat de tradition française, comparable à l'habilitation universitaire en France (HDR) et dans les pays de tradition germanique.